# Sent Martin de Bonuelh
Sent Martin (en francès Saint-Martin-le-Mault) és un municipi francès situat al departament de l'Alta Viena i a la regió de la Nova Aquitània. Un primer esment escrit en llati Sanctus Martinus Malus data de 1212.

## Demografia
| 1834                                          | 1926 | 1962 | 1968 | 1975 | 1982 | 1990 | 1999 | 2007 | 2019 |
| --------------------------------------------- | ---- | ---- | ---- | ---- | ---- | ---- | ---- | ---- | ---- |
| 520                                           | 420  | 181  | 210  | 202  | 179  | 159  | 127  | 133  | 137  |
| De 1962 a 1999: Població sense dobles comptes |      |      |      |      |      |      |      |      |      |

## Monuments
- Església de Martí de Tours
- Casal pairal

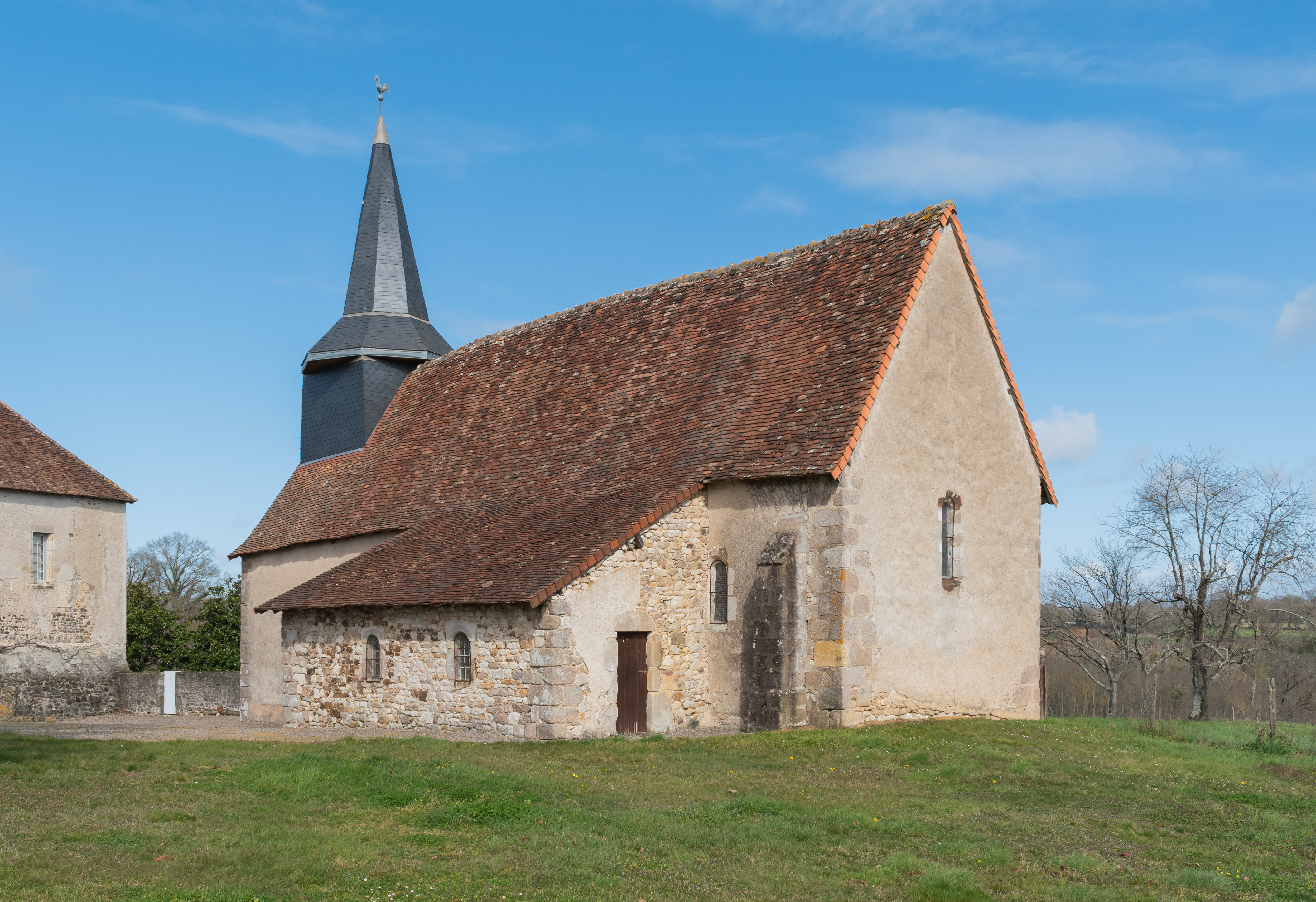
Església
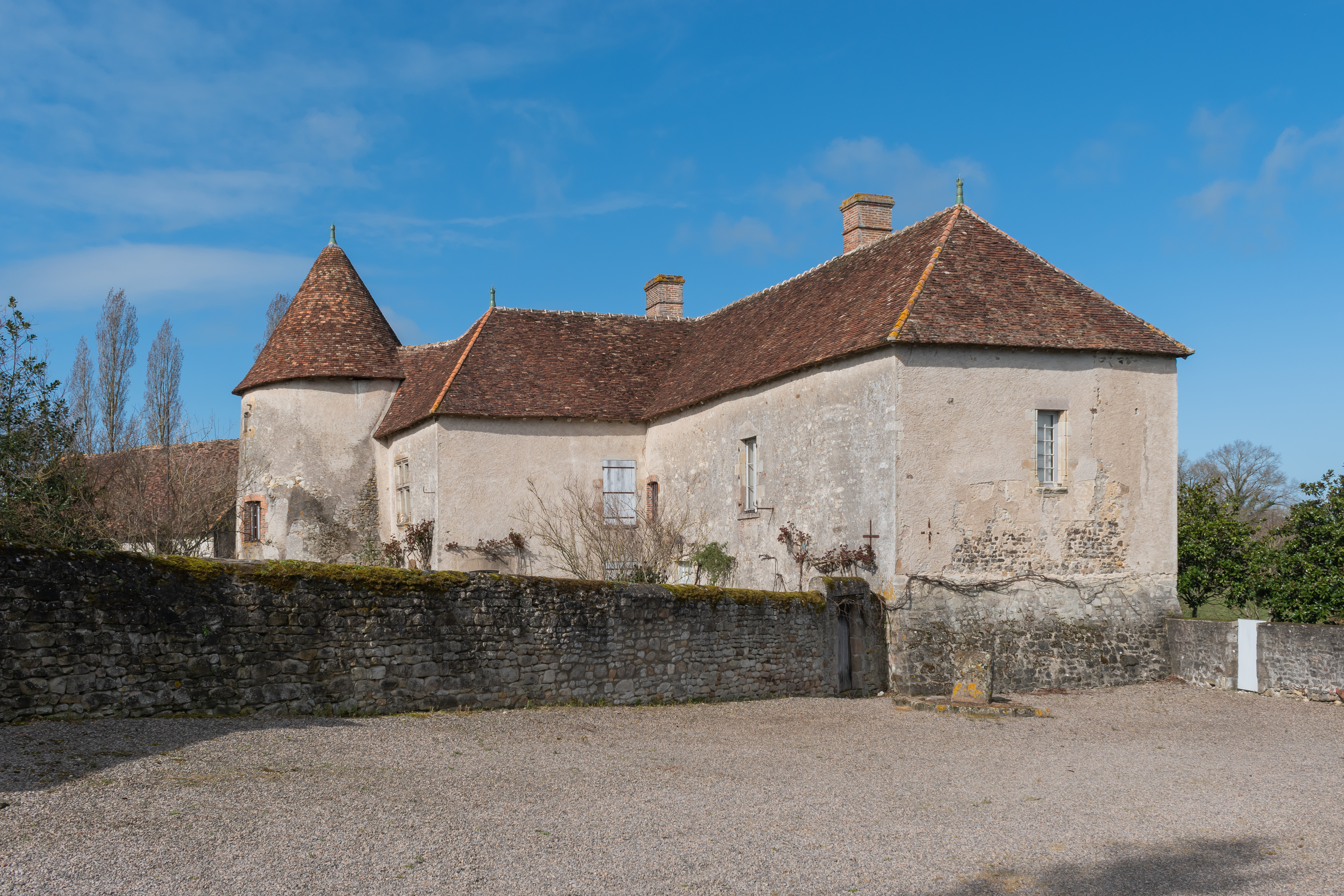
Casal pairal
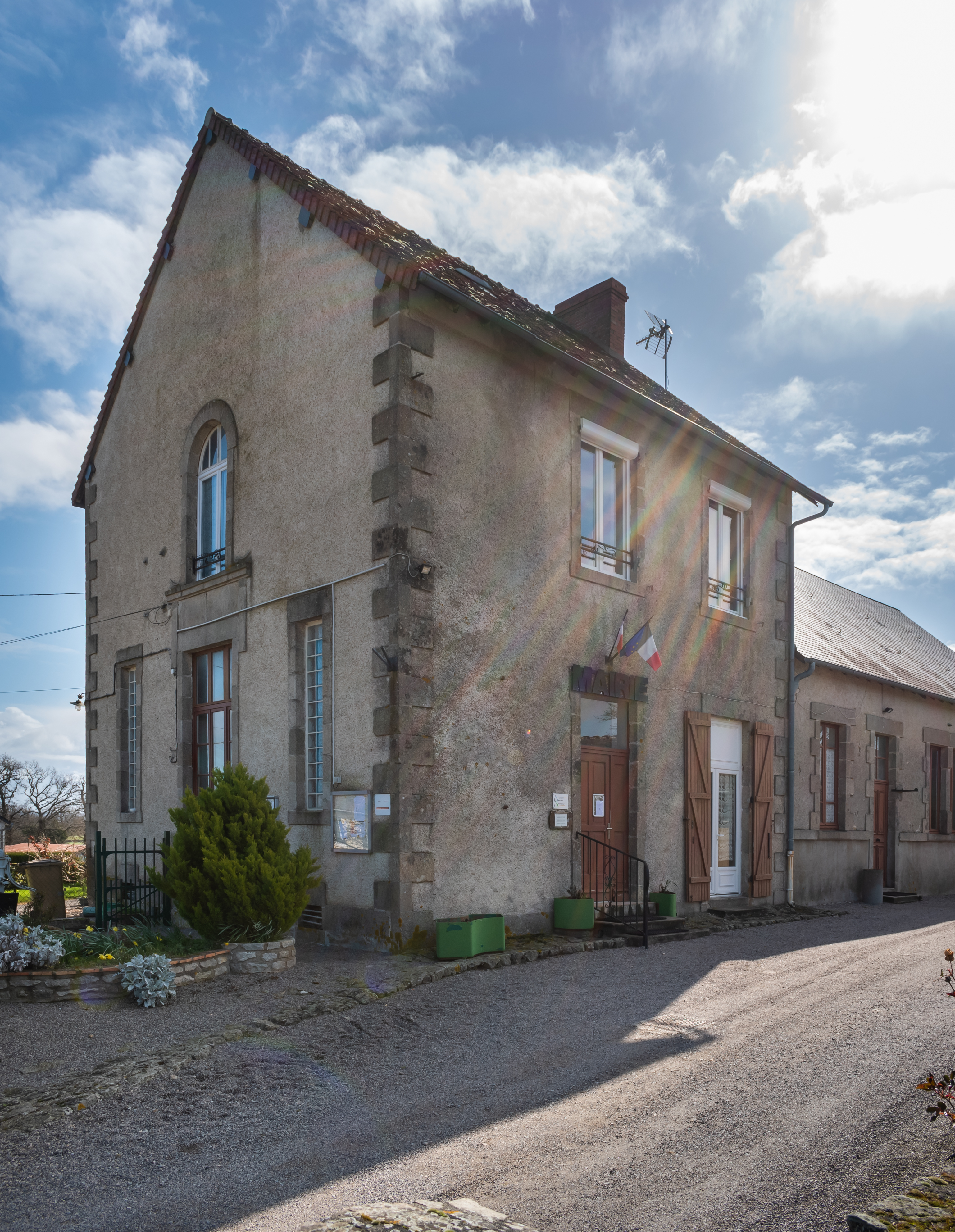
Ajuntament